# 9150 Zavolokin
9150 Zavolokin (1978 SE1) là một tiểu hành tinh vành đai chính được phát hiện ngày 27 tháng 9 năm 1978 bởi L. I. Chernykh ở Đài vật lý thiên văn Crimean.